# Emblyna angulata
Emblyna angulata là một loài nhện trong họ Dictynidae.
Loài này thuộc chi Emblyna. Emblyna angulata được James Henry Emerton miêu tả năm 1915.